# Da’amot

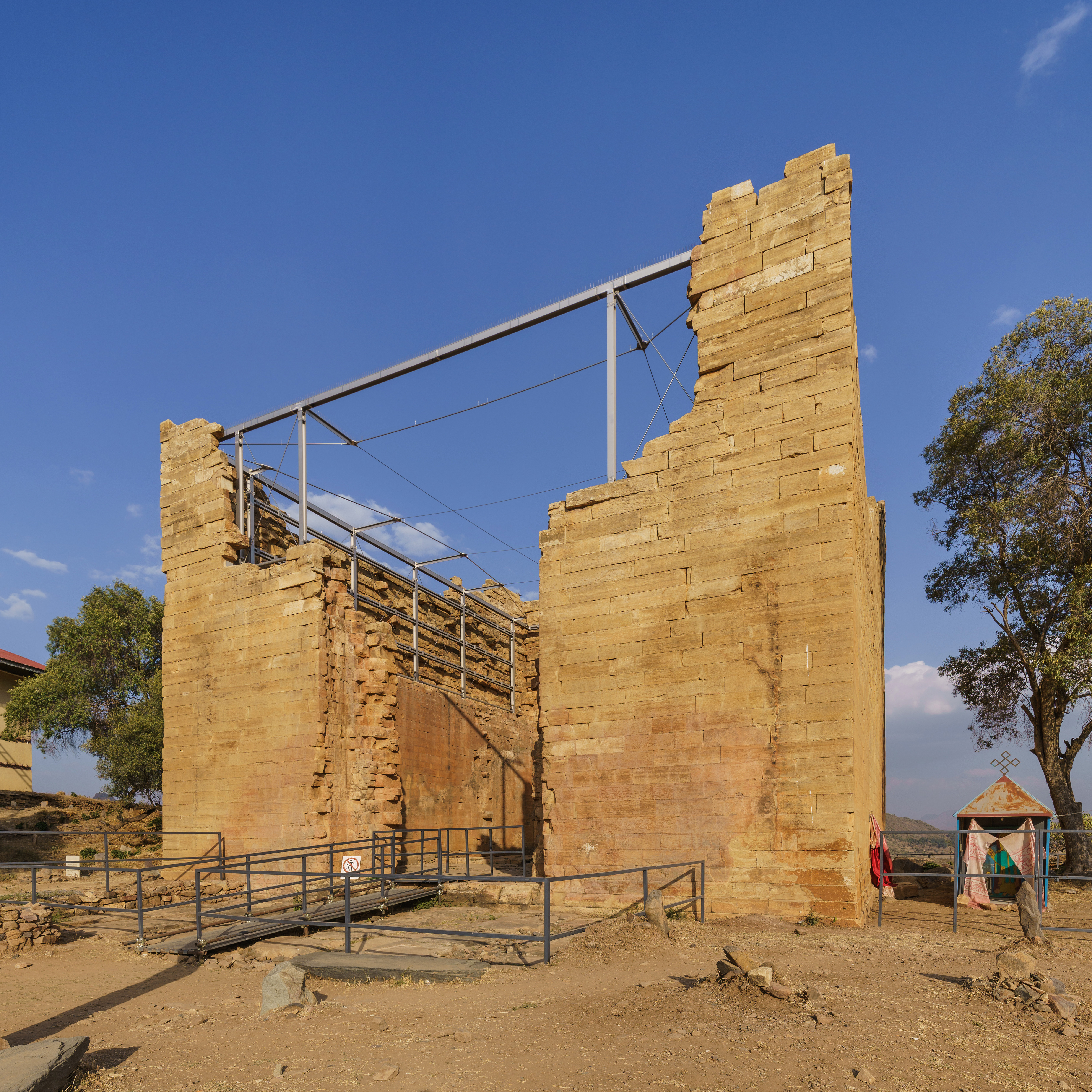
Der Tempel von Yeha

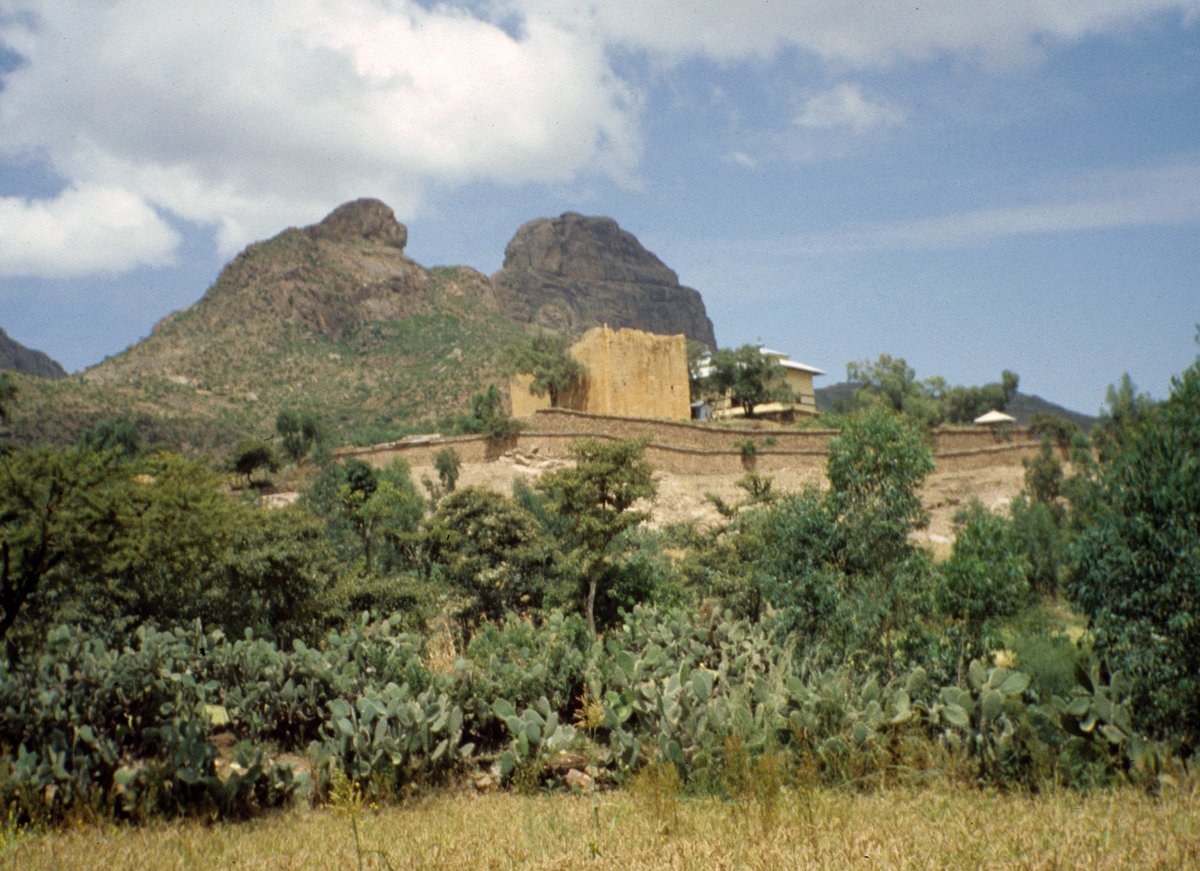
Der Tempel von Yeha aus der Ferne

Das Reich Da’amot (altsüdarabisch: , D’mt; auch Di’amat, Da’amat, Diamat, Damot) bestand im 1. Jahrtausend v. Chr. im nördlichen Äthiopien und dem heutigen Eritrea spätestens bis zur Entstehung des Reiches von Aksum um Christi Geburt.
Die wichtigste Quelle für die Geschichte von Da’amot bilden einige teilweise auf sabäisch, teilweise in einer frühen äthiosemitischen Sprache abgefasste Inschriften. Da kaum Bezugspunkte zu gesicherten Chronologien vorliegen, lassen sich die Inschriften aus Da’amot bislang nur sehr grob datieren, die Schätzungen schwanken zwischen 800 und 300 v. Chr. Da’amots Herrscher trugen teilweise den Titel mlkn „König“; teilweise nannten sie sich jedoch auch „Mukarrib von Da’amot und Saba“. Auch andere inschriftliche Zeugnisse sowie kulturelle Ähnlichkeiten deuten auf einen starken Einfluss Südarabiens auf das äthiopische Hochland in dieser Zeit.
Es ist ungeklärt, inwiefern Da’amot auch politisch von Saba abhängig war. Welche Vorgänge schließlich zum Ende von Da’amot führten, ist nicht bekannt. Während die Kultur dieses Reiches Bezüge zu Südarabien zeigt, ist die Keramik dagegen eher vom Sudan beeinflusst.